# Дус-Дагский сумон
Дус-Дагский сумон, сумон Дус-Даг — административно-территориальная единица (сумон) и муниципальное образование со статусом сельского поселения в Овюрском кожууне Тывы Российской Федерации.
Административный центр и единственный населённый пункт сумона — село Дус-Даг.

## Население
| 2017 | 2018 |
| ---- | ---- |
| 978  | ↗983 |